# Bigfoot

Un fotogramma del celebre "filmato Patterson-Gimlin" del 1967 che, secondo gli autori, mostrerebbe un esemplare femmina di Bigfoot.

Il Bigfoot, detto anche Sasquatch o, in italiano, Piedone, è un criptide della cultura statunitense e canadese, le cui fattezze ricordano un grosso uomo, con sembianze di scimmia, che vive nelle foreste. La leggenda si è diffusa in diverse aree del continente nordamericano, prevalentemente negli stati di Washington, dell'Oregon e della California, nei quali sono più frequenti le segnalazioni di una sua presunta presenza, spesso testimoniata da foto e video di origine controversa o da orme considerate anomale. Negli Stati Uniti circa il 15% della popolazione crede alla sua esistenza, e queste persone stanno diminuendo negli anni. La Bigfoot Field Researchers Organization ha elencato almeno un rapporto sugli avvistamenti in ogni stato degli USA, eccetto le Hawaii, negli ultimi due decenni fino al 2018 e l'interesse per la creatura è ancora elevato, benché la sua esistenza non sia provata da alcun dato certo.

## Storia

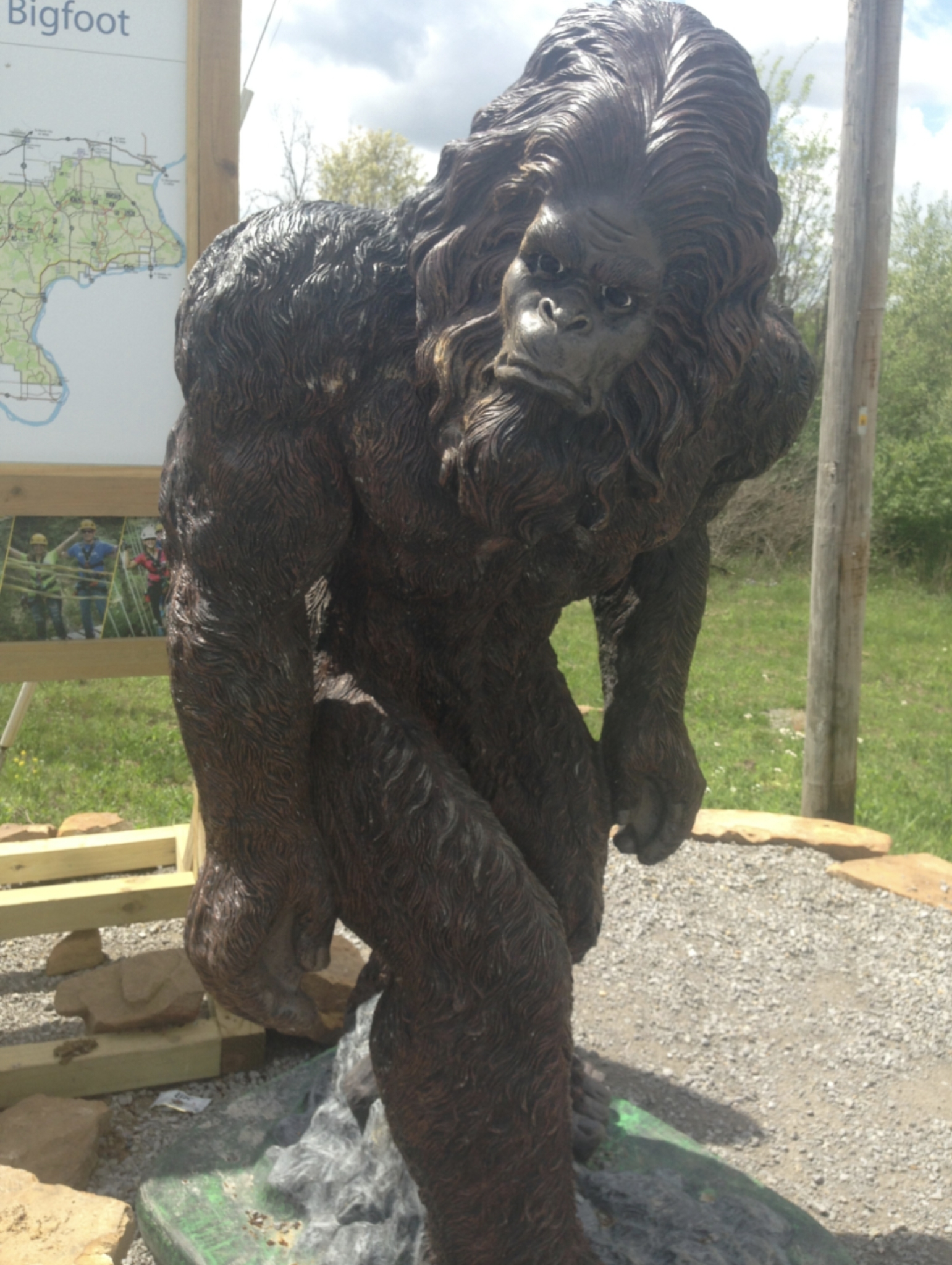
Una statua del "Bigfoot" in Illinois

Molti dei popoli nativi americani tramandavano oralmente racconti su enormi creature ominidi stanziate nei boschi. Il termine "Bigfoot" venne introdotto intorno al 1920 da John W. Burns, il quale, venuto in contatto con la riserva indiana dei Chehalis a Harrison Hot Springs, nella Columbia Britannica, apprese la leggenda di esseri giganti che abitavano la foresta. Queste creature, chiamate Sasquatch, differivano notevolmente dalla raffigurazione moderna del Bigfoot. Si trattava infatti di uomini veri e propri dai capelli lunghi fino alla vita che parlavano, si vestivano e usavano utensili.
L'evoluzione nella raffigurazione di questi esseri avvenne nel 1957, quando, durante il centenario della Columbia Britannica, la comunità locale vicino alla riserva indiana decise di rilanciare la leggenda, organizzando una caccia al Sasquatch. Tale evento riscosse un certo successo, tanto che fu stabilita una taglia di 5000 dollari per la cattura di un esemplare vivo. In questo contesto, un certo William Roe affermò davanti alla stampa di avere incontrato la creatura due anni prima, dandone una dettagliata descrizione. Un grande primate femmina con lunghe braccia che arrivavano alle ginocchia, completamente ricoperto di pelo scuro. Nonostante la sua descrizione differisse completamente dalle leggende narrate dagli indiani a Burns, questa testimonianza impresse nell'immaginario collettivo la moderna raffigurazione del Bigfoot.
L'anno successivo, cominciarono ad apparire in California le prime orme della creatura, ribattezzata Bigfoot. Un operaio dell’impresa edile di Ray Wallace trovò, mentre lavorava, delle enormi orme lunghe circa 40 centimetri. Tuttavia, le tracce rinvenute in un'area vicino al torrente Bluff Creek nella California del nord e da molti credute originali del Bigfoot, erano in realtà state realizzate da Ray Wallace stesso e, dopo la sua morte, avvenuta nel 2002, la sua famiglia mostrò alla stampa un paio dei tanti stampi che aveva impiegato per realizzare la burla. Nonostante ciò, il mito del Bigfoot non morì, in quanto venne sì ritenuto che alcune orme fossero dei falsi, ma questo non implicava che lo fossero tutte. Gli avvistamenti, infatti, continuarono.
Nel 1967, venne addirittura girato da Roger Patterson e Bob Gimlin un filmato lungo il Bluff Creek che riprende un esemplare di Bigfoot attraversare una radura. Il "filmato Patterson-Gimlin" venne girato nella stessa zona dove erano state trovate le impronte realizzate da Wallace, nei pressi del torrente Bluff Creek, durante una spedizione organizzata per cercare il Bigfoot. Roger Patterson morì nel 1972, sostenendo sempre l’autenticità del filmato, che divenne molto famoso anche perché fu l’unico a essere preso in considerazione dalla comunità scientifica. Comunque successive analisi sulla pellicola indicano un'elevata probabilità che si tratti di un falso. Dubbi sulla sua autenticità furono sollevati già quando venne diffuso per la prima volta, e nel 2004 Bob Heironimus, nel libro “The Making of Bigfoot”, affermò di essere stato lui a vestire i panni della creatura nel video del 1967 e che il costume era stato realizzato dallo specialista di costumi Philip Morris, che l'aveva in seguito venduto a Roger Patterson, il quale, a sua volta, lo aveva ingaggiato per impersonare la creatura. Dopo oltre cinquant'anni dal filmato, non è mai stato ritrovato alcun esemplare.
Dai racconti di chi afferma di averla vista, soprattutto sulla costa statunitense del Pacifico, la creatura è ricoperta da una folta pelliccia, cammina in posizione eretta, è alta tra i due e i tre metri, pesa oltre duecento chilogrammi e camminando lascia enormi e profonde impronte, ampiamente documentate con numerose foto. Un gruppo internazionale di scienziati ha condotto una analisi genetica su 30 campioni di peli attribuiti a primati di dubbia esistenza come Bigfoot o Yeti, provenienti da Stati Uniti, Russia, Indonesia, India, Bhutan e Nepal rinvenuti negli ultimi cinquant'anni e ne ha pubblicato i risultati nel 2014 sulla rivista Proceedings of Royal Society, concludendo che tutti i campioni appartenevano a mammiferi ancora esistenti, tranne due appartenenti a specie estinte.

## Descrizione

### Aspetto fisico

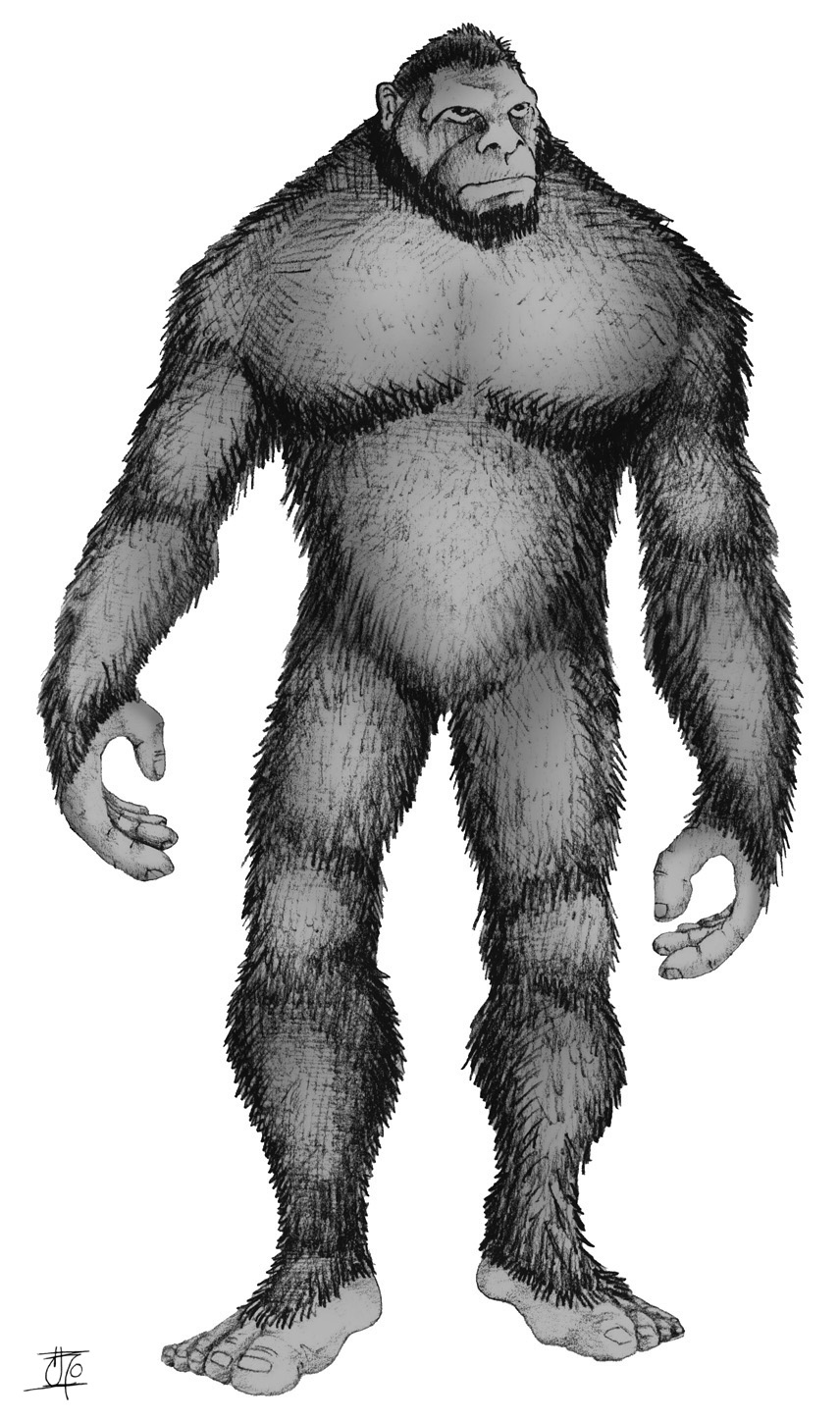
Rappresentazione artistica di un Bigfoot

Il Bigfoot dovrebbe essere alto dai 2 ai 3 metri, con folta peluria che varia dal rosso scuro al nero e grandi piedi (da cui il nome) che lascerebbero tracce di 43 cm sul terreno. Il bigfoot è descritto come un grande ominide o primate bipede, il cui volto è relativamente simile a quello di un uomo. La creatura dovrebbe pesare oltre 225 kg.

### Teorie sull'eventuale esistenza
Sono varie le teorie sostenute a più riprese dalla comunità criptozoologica. Si parla di esemplari sconosciuti di primati, creature aliene, megateri sopravvissuti all'estinzione.
Nel libro Hunting the Grisly and Other Sketches (1900), presentato da Theodore Roosevelt, viene citata l'esperienza di due cacciatori alle prese con un violentissimo orso bruno fuori dalla norma.
Il primatologo John Russell Napier e l'antropologo Gordon Strasenburg hanno proposto una tesi alternativa, secondo cui i Bigfoot potrebbero essere esemplari di ominidi sopravvissuti all'estinzione, più in ristretto dei Paranthropus robustus; a discreditare la teoria vi è il fatto che i resti di questa famiglia ominide siano stati trovati unicamente nell'Africa meridionale.
Alcuni sostengono che questo leggendario primate possa essere imparentato con lo yeti del Tibet e l'alma della Mongolia. Mentre per lo yeti si aveva un cranio in un tempio tibetano nell'Himalaya, poi rivelatosi un falso, per il Sasquatch non si dispone di alcun elemento che ne attesti l'esistenza.
Lo scienziato Grover Sanders Krantz, antropologo dell'Università di Stato di Washington specialista di evoluzione umana, e il primatologo Geoffrey Howard Bourne hanno ipotizzato che il Bigfoot sia una specie relitta di Gigantopiteco (un primate gigantesco considerato estinto e trovato fossile in Asia) evoluto, il quale avrebbe attraversato un ponte di ghiaccio tra l'Asia settentrionale e l'America del nord come fecero altri esseri viventi, incluso l'uomo.
Il gigantopiteco (Gigantopithecus blacki) visse effettivamente in Asia orientale insieme agli umani (homo erectus e homo sapiens) e si estinse circa 100.000 anni fa, mentre il ponte terrestre di Bering fu attivo da 135.000 a 70.000 anni fa. Krantz descrisse la mitica creatura come Gigantopithecus canadensis.

### Testimonianze
I video resi pubblici e che dovrebbero essere presunte prove della sua esistenza, si sono poi rivelati dei falsi. La prova più verosimile dell'esistenza fu un video girato il 20 ottobre 1967 dai cacciatori Roger Patterson e Bob Gimlin; la pellicola fa vedere una creatura molto alta e dalla folta peluria nera/grigia, capace di camminare sulle zampe posteriori. Nel filmato, girato vicino al fiume Bluff Creek, si osserva la creatura procedere con passo malandato, girarsi verso i due uomini e poi addentrarsi nella foresta. A distanza di molti anni nessuno ha accertato la veridicità di tale filmato. Secondo il regista John Landis si tratta di un uomo travestito da Bigfoot e John Chambers avrebbe realizzato il costume (vinse un premio Oscar per il trucco e i costumi per Il pianeta delle scimmie), anche se lui stesso ha smentito più volte tale ipotesi. Nel 2004 Bob Heironimus confessò sul libro The Making of Bigfoot, che era stato lui a vestire il costume da gorilla e ad apparire in questo video. Stando a Heironimus, il costume era stato creato dallo specialista dei costumi Philip Morris della Carolina del Nord e venduto in seguito a un documentarista dilettante di nome Roger Patterson per 435$. Heironimus avrebbe camminato in costume di fronte a Patterson per 1.000$. Non esiste però una prova fisica (per esempio il costume) che possa confermarlo. Patterson fino alla sua morte (1972) ha sostenuto l'autenticità del suo filmato.
Nel 2013 la signora Sylvia Minthorn avrebbe raccontato al giornale locale che nella riserva indiana di "Umatilla" si sarebbero ascoltate urla durante la notte, attribuite al Bigfoot. Colleen Chance, membro di una comunità tribale, avrebbe registrato tale grido con il cellulare, mentre Carl Sheeler, responsabile del programma di tutela della fauna selvatica, lo ha attribuito a un puma o a una volpe, concludendo che l'eco tra le zone paludose del Canyon darebbero un'impressione inquietante del genere. Nei racconti dei nativi americani però il Sasquatch non è ritenuto un prodotto suggestivo o di inganno, ma creduto come esistente. Ray Wallace, alla sua morte avvenuta nel 2002, effettuò una confessione postuma, incaricando i suoi familiari di rivelare pubblicamente le sue truffe; era stato infatti lo stesso Wallace, a partire dal 1958, a rilasciare enormi impronte di piedi su per le montagne, servendosi di tavole di legno sagomate, effettuando per decenni false prove del Bigfoot.
Nel 2002 in Germania viene prodotto un film, The Untold, tratto da un resoconto di tre esploratori nelle foreste nordamericane. Il film narra le vicende di due uomini e una donna alle prese con un animale, forse un grizzly. Secondo uno degli esploratori gli attacchi da loro subiti furono opera di un bigfoot, poiché, secondo i suoi resoconti, questo animale avrebbe preso massi e tronchi con le mani, era bipede, corpo scimmiesco, ma coda assente. Gli altri due esploratori negarono apertamente un attacco da parte di un sasquatch.
Hunter Rick Dyer sostiene che nel settembre 2012 abbia ucciso un Bigfoot, tanto è vero che in un'intervista del 2013 dichiara che il Bigfoot fosse del 100% reale. Afferma inoltre di aver portato il corpo della creatura in un posto sconosciuto e di avere delle prove scientifiche per via di un test del DNA e una scansione ottica in 3D, che però non sono mai stati pubblicati. Secondo il KSAT.com il sig. Dyer nel 2014 avrebbe pubblicato l'aspetto della creatura che dice di aver soppresso in Texas. In realtà l'unica prova che Dyer ha rilasciato è un video granuloso e di breve durata, che mostrerebbe un Bigfoot fuori dalla sua tenda nei pressi di una zona boschiva, e un sito web di sua proprietà che racconta in modo disordinato dell'incontro con il Bigfoot e tra cui la data del suo sito appariva come 6 settembre 2012. Dyer e un suo socio ebbero una storia simile nel 2008 che si rivelò una bufala, e il corpo del Bigfoot che i due sostenevano di avere si rivelò una tuta da scimmione in gomma.
Uno studio iniziatosi nel 2012 e reso pubblico nel 2014 dalla Royal Society ha sottoposto 57 campioni di peli, ritenuti come presunti resti di bigfoot, all'esame di fluorescenza macroscopica, microscopica e infrarossi con l'intento di eliminare eventuali residui di non peli. Di tutti i campioni esaminati, 37 sono stati selezionati per l'analisi genetica. La corrispondenza dei campioni si è rivelata del 100% appartenente ad animali comuni, di cui la maggior parte ancora esistenti, come il lupo, l'orso, il procione, e altri mammiferi.
Nel 2012 il quarantaquattrenne statunitense Randy Lee Tenley, dopo essersi travestito indossando una ghillie suit, si appostò di notte sul lato destro della superstrada “Highway 93” con l'intento di inscenare un avvistamento Bigfoot, ma, al passaggio della prima auto venne investito, mentre la seconda, che era a pochi metri dalla prima, lo travolse mentre era ancora a terra, uccidendolo. Gli inquirenti, con l'intento di risalire all'accaduto, interrogarono alcuni amici di Tenley, la cui risposta fu: "Voleva impersonare Bigfoot."

### Avvistamenti principali

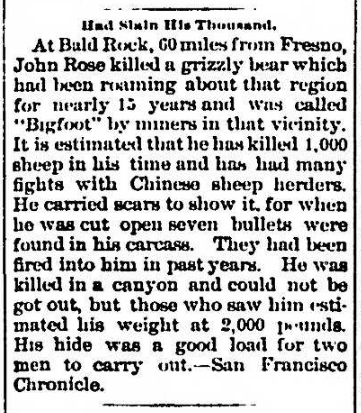
Un articolo del 1895 che descrive un orso grizzly gigante chiamato Bigfoot ("Piedone").

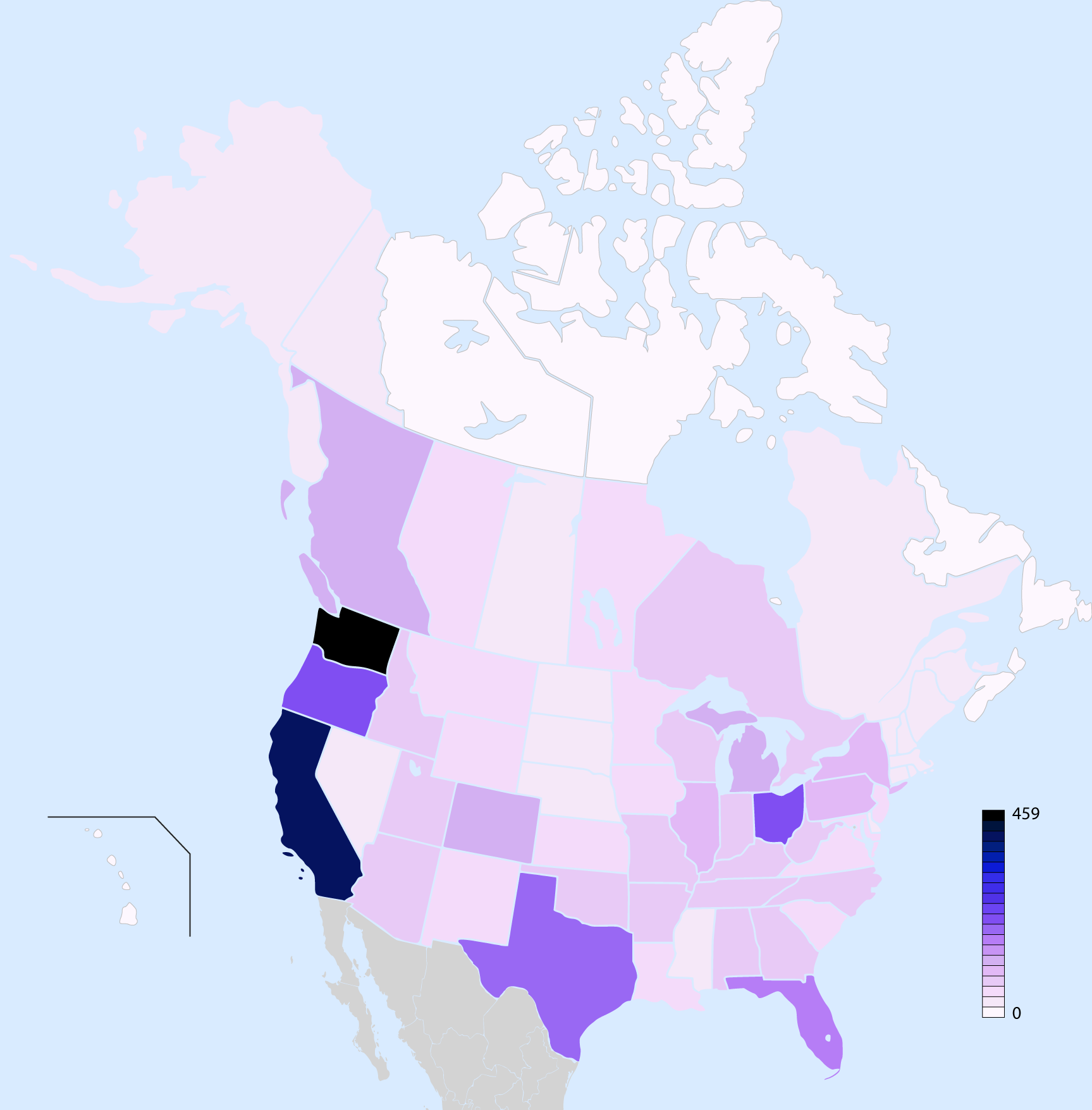
Distribuzione degli avvistamenti di bigfoot in Nord America (USA e Canada)

Ci sono state molte centinaia di presunti avvistamenti del bigfoot. Qui di seguito sono elencati alcuni dei più notevoli.
- 1840: il missionario protestante Elkanah Walker ascoltò una leggenda dei nativi americani di Spokane (Washington), la quale affermava che da quelle parti esistevano delle creature pelose gigantesche che rubavano salmoni negli accampamenti indiani e avevano un forte odore.[21]
- 1870: un cacciatore californiano sostenne di aver visto un sasquatch, il quale gli distrusse il fuoco del suo accampamento sulle montagne vicino a Grayson, California. Il fatto risulta essere accaduto l'anno precedente (1869).
- 1884: nei giornali della Columbia Britannica fu pubblicato un articolo che sosteneva che un bigfoot era stato catturato sulle montagne locali. La creatura era stata chiamata "Jacko". Successivamente si seppe che la notizia era falsa.
- 1893: in un articolo di Theodore Roosevelt pubblicato sul giornale The Wilderness Hunter, il futuro presidente degli Stati Uniti narrò di una storia raccontatagli da un anziano cacciatore dell'Idaho. Quest'ultimo si chiamava Bauman e affermava di aver incontrato un bigfoot nelle montagne in cui viveva. La testimonianza di Roosevelt è l'unica prova che questo incontro sia mai avvenuto.
- 1924: un canadese di nome Albert Ostman sostenne di essere stato rapito e tenuto prigioniero per molti giorni da una famiglia di sasquatch. L'incidente si era verificato durante le vacanze estive a Toba Inlet (Columbia Britannica).

- 1924: Fred Beck e altri quattro minatori sostennero di essere stati attaccati da molti sasquatch nell'Ape Canyon (Canyon della Scimmia, Washington) nel luglio 1924. Le creature per diverse ore durante la notte lanciarono grandi rocce alla cabina in cui loro erano rinchiusi, provocandone così la morte di alcuni dei malcapitati. Anche uno dei presunti sasquatch fu colpito e ucciso. La notizia fu pubblicata anche sui giornali locali. Secondo alcuni, gli assalitori erano solo dei giovani campeggiatori i quali si divertirono a lanciare sassi nel canyon, e i minatori avrebbero visto solo delle figure scure alla luce della luna e le grida terribili udite non sarebbero state altro che le voci dei suddetti ampliate dall'eco del canyon. Tuttavia, questa spiegazione non regge perché i minatori avevano avuto la possibilità di vedere che gli assalitori non erano esseri umani, inoltre nessun campeggiatore risulta essere stato ucciso da quelle parti e soprattutto perché nessun uomo avrebbe potuto causare tali danni e provocare la morte di tanti minatori semplicemente gettando dei sassi. I testimoni oculari confermano quest'ipotesi. Inoltre furono trovate impronte chiaramente troppo grandi per essere umane.[22][23][24]
- Dal 1940 in poi: gli abitanti di Fouke (Arkansas) riferirono che una creatura simile al bigfoot, soprannominata "mostro di Fouke", abitava la regione. Un elevato numero di incontri si è verificato nella zona paludosa circostante (avvistamenti del 1971) ed è servito come spunto per un film del 1973 intitolato The Legend of Boggy Creek.[25][26][27]
- 1941: una canadese di nome Jeannie Chapman dichiarò di essere fuggita da casa sua con i figli quando un grande bigfoot, alto circa due metri e mezzo, si avvicinò alla loro residenza di Ruby Creek (Columbia Britannica).
- 1955: un canadese di nome William Roe affermò di aver avuto un incontro ravvicinato con un sasquatch in Mica Mountain (Columbia Britannica).
- 1958: due muratori californiani, Leslie Breazale e Ray Kerr, riferirono di aver visto un bigfoot circa 70 chilometri a nord-est di Eureka (California). In precedenza ne erano già state trovate alcune tracce nei boschi locali.[28]
- 1958: alcuni operai di un cantiere a Bluff Creek (California) trovarono delle enormi orme vicino al luogo in cui lavoravano. Uno di essi, Raymond Wallace, sostenne che si trattava di un bigfoot. Dopo oltre quarant'anni, in seguito alla morte di Wallace, nella sua casa furono trovati enormi piedi di legno, evidentemente quelli usati per lasciare le tracce nel 1958. Di conseguenza, l'avvistamento si dimostrò un falso.[29][30]
- 1967: il 20 ottobre, Roger Patterson e Robert Gimlin filmarono un presunto sasquatch a Bluff Creek (California). Il filmato, noto come filmato Patterson-Gimlin, divenne famoso perché fu l'unico ad essere preso in considerazione dagli studiosi.
- 1970: una famiglia di creature simili a bigfoot fu osservata in più occasioni da uno psichiatra di San Diego e dalla sua famiglia. Gli avvistamenti vennero effettuati vicino al rifugio in montagna della famiglia, il quale si trovava sulle montagne della California.[31]
- 1995: il 28 agosto, una troupe televisiva della Waterland Productions filmò un sasquatch nei boschi del Jedediah Smith Redwoods State Park, nella California settentrionale.
- 2005: il 16 aprile, una creatura simile a un bigfoot fu avvistata sulla sponda del fiume Nelson in Manitoba (Canada). Essa fu filmata da un traghetto di passaggio.[32] La rock band canadese The Weakerthans successivamente registrò una canzone intitolata Bigfoot! su questo avvistamento.
- 2006: il 14 dicembre, una donna di nome Shaylane Beatty vicino a Prince Albert (Saskatchewan, Canada) incontrò un sasquatch in una strada locale. Alcuni uomini del villaggio vicino esaminarono successivamente la zona e trovarono orme sulla neve e un ciuffo di peli bruni.[33][34]
- 2012: in una città del Kent (Inghilterra) fu avvistata una creatura scimmiesca che superava i due metri di altezza e possedeva uno sguardo color rosso fuoco, da un uomo che camminava in una foresta vicino al parco di Tunbridge Wells.[35]
- 2014: in un video si documenta che nell'estate del 2011 il canadese Myles Lamont girò un video a Squamish, nella Columbia Britannica, immortalando qualcuno che cammina velocemente sulla neve. L'individuo, stando alla descrizione di Lamont, camminava privo di racchette da neve, senza zaino e i suoi vestiti erano tutti di un colore.[36]

## Influenza culturale

### Arte
Frank Hansen ha esposto una realizzazione artistica intitolata "Iceman" - una creatura simile al Bigfoot racchiusa nel ghiaccio - alla International Livestock Exposition di Chicago e ha sostenuto di averla trovata nelle acque al largo della Siberia.

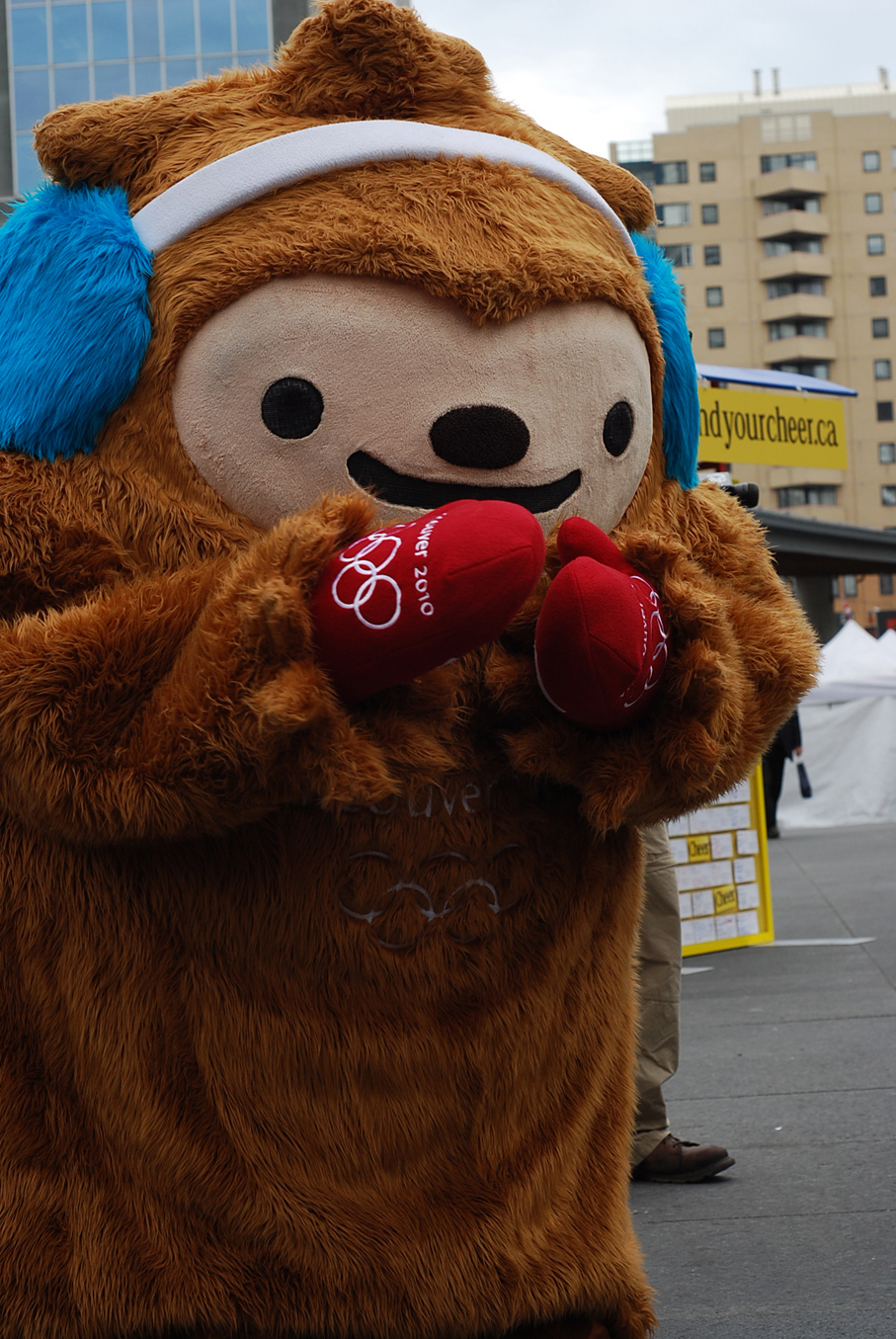
Quatchi, una delle mascotte dei XXI Giochi olimpici invernali di Vancouver (Canada), è un bigfoot o "sasquatch".

### Filmografia
- The Legend of Boggy Creek (1972), film diretto da Charles B. Pierce
- Bigfoot e i suoi amici (Harry and the Hendersons, 1987), film diretto da William Dear
- Albert e Alice (Bigfoot, 1987), film diretto da Danny Huston
- The Untold (2002), film diretto da Jonas Quastel
- Abominable (2006), film diretto da Ryan Schifrin
- Harry e gli Henderson (Harry and the Hendersons) (1991-1993), serie tv situation comedy
- Bigfoot (2012), film per la televisione diretto da Bruce Davison
- Exists (2014), film diretto da Eduardo Sánchez
- Bigfoot Junior (2017), film animato diretto da Jeremy Degruson e Ben Stassen
- Primal Range (2018) film diretta da Patrick Magee
- L'uomo che uccise Hitler e poi il Bigfoot (2018) film diretto da Robert D. Krzykowski

Appare come personaggio secondario nei seguenti lungometraggi:
- In viaggio con Pippo
- Hotel Transylvania e Hotel Transylvania 2
- Tenacious D e il destino del rock

### Fumetti
- Su Tex, numeri 221, 222, 223, marzo-maggio 1979, appare il Sasquatch, qui immaginato come un enorme uomo selvaggio dai poteri taumaturgici.
- Nella serie a fumetti Martin Mystère, il protagonista scopre che il Bigfoot è in realtà lo Yeti tibetano: alcuni esemplari giunsero in America negli anni cinquanta a bordo dell'aereo di uno studioso che li aveva imprigionati, ma l'aereo precipitò e gli occupanti si adattarono a vivere nelle foreste dell'Oregon.
- Nella serie a fumetti "Alpha Flight" uno dei personaggi fondatori è un sasquatch.

### Televisione
- Il Bigfoot appare in vari episodi di ogni stagione del cartone animato A tutto reality, anche se si tratta di creature che sembrano essere più simili allo Yeti.
- È presente in Scooby-Doo & Scrappy-Doo.
- Big Show compare nel 3º episodio della 7ª stagione di Psych travestito da Bigfoot.
- Il personaggio Hector Jotunheim della serie animata Lo straordinario mondo di Gumball è un Bigfoot dalle dimensioni colossali.
- Bigfoot compare come possibile assassino nell'episodio 20 della quinta stagione di Castle.
- Nel programma statunitense Mountain Monsters 5 cacciatori di mostri provenienti dalla catena montuosa dei monti Appalachi cercano di catturare i mostri folkloristici degli USA tra i quali il più ricercato è il Bigfoot.
- Lo show Finding Bigfoot trasmesso da Animal Planet è un programma nel quale le telecamere seguono quattro ricercatori alla ricerca del presunto ominide dei boschi.[4]
- Bigfoot appare in ben 4 episodi della serie L'uomo da sei milioni di dollari (3x16, 3x17, 4x01, 5x05) ed in uno della serie La donna bionica (2x02 in realtà seguito dell'episodio 4x01 de L'uomo da sei milioni di dollari)
- Compare in una scena del film  Lomut
- Compare in un fotogramma durante la sigla di Gravity Falls.
- Appare nella serie animata DuckTales (2017) nell'episodio L'altro deposito di Paperone (1x21)
- Una puntata dei Simpson (1x07) è dedicata all'avvistamento di Bigfoot.

### Videogiochi
- Bigfoot (1983), della Texas Instruments per TI-99/4A
- Bigfoot (1988), della Codemasters per home computer
- Jacob Jones and the Bigfoot Mystery (2013), della Lucid Games per Android, iPad, iPhone, PS Vita, Windows
- Two Point Hospital: Bigfoot (2018) per Linux, Macintosh, Windows
- Bigfoot per PC disponibile su Steam, il cui scopo è trovare e documentare l'esistenza del Bigfoot, e che vede anche il bisogno di sopravvivere, data la ferocia e l'ostilità del bersaglio.

Appare inoltre come personaggio secondario in:
- Nel videogioco Sam & Max Hit the Road, il personaggio di Bruno è un bigfoot scomparso da un circo.
- Nel videogioco Zoo Tycoon il giocatore può sbloccare il Bigfoot come animale al costo di $10.000.
- Nel videogioco Grand Theft Auto: San Andreas secondo talune fonti sarebbe presente bigfoot in un'area caratterizzata da una grande foresta che si trova a sud di una delle città del gioco. Si tratta in realtà di una leggenda metropolitana: Terry Donovan della Rockstar Games, ha smentito ufficialmente le voci sull'esistenza del mostro nel videogioco nella rivista Electronic Gaming Monthly nel gennaio 2005.[37] Tuttavia esistono diverse modifiche del gioco che aggiungono questa creatura nei boschi circostanti alla città. Inoltre alcune di queste "mod" permettono di giocare delle missioni nelle quali bisogna uccidere il mostro (le modifiche sono installabili esclusivamente per la versione del gioco per il PC). In risposta a questa leggenda, diversi easter eggs e riferimenti al Bigfoot verranno aggiunti dalla stessa Rockstar Games in Grand Theft Auto V.
- Nell'espansione Undead Nightmare del videogioco Red Dead Redemption, il protagonista riceve da un boscaiolo la missione di disinfestare la foresta dai Sasquatch, mangiatori di bambini. A fine missione, si viene a sapere che in realtà sono creature pacifiche che si nutrono di bacche e funghi.
- Nel videogioco Assassin's Creed III è presente una missione secondaria nella quale bisogna dare la caccia al Bigfoot, scoprendo però che si trattava solo di un uomo solitario.